# Вадковский, Фёдор Иванович
Фёдор Иванович Вадковский (1712—1783) — генерал-аншеф, сенатор (1779), полковник лейб-гвардии Семёновского полка.

## Биография
Родился в 1712 году в семье родоначальника российской ветви Вадковских Ивана Юрьевича.
Камер-паж, фендрик гвардии, подпоручик гвардии (1736), поручик гвардии (1738), капитан-поручик гвардии (1740), капитан гвардии (1742), секунд-майор (1755), премьер-майор гвардии (1757), подполковник гвардии (1757), генерал-майор (1761), генерал-поручик (30.12.1761), генерал-аншеф (21.04.1773).
Паж великой княжны Натальи Алексеевны (с 1727), затем служил в лейб-гвардии Семёновском полку. Один из первых пособников Екатерины II, возведших её на престол в 1762 г., 9 июня награждён орденом святого Александра Невского. Участвовал в разных походах; командир Семёновского полка (1765-66), сенатор (1779). Елецкий помещик.
Владелец земли у Бутырской заставы, между Камер-Коллежским валом и Задним (позже Вадковским) переулком.
Умер 15 (26) октября 1783 года. Похоронен на Лазаревском кладбище Александро-Невской лавры вместе с женой.

## Семья
От брака с Ириной Андреевной Чириковой, урождённой Воейковой (1717 — 28.11.1774) имел пятерых детей:
- Николай Фёдорович (1744—1765) — офицер лейб-гвардии Семёновского полка
- Егор Фёдорович (1745—1791) — офицер лейб-гвардии Семёновского полка; отец Якова Вадковского
- Илья Фёдорович (1750—?) — офицер лейб-гвардии Семёновского полка
- Мария Фёдоровна (1751—1786), замужем за Александром Ивановичем Одоевским (1738—1797)
- Фёдор Фёдорович (1756—1806) — действительный тайный советник и камергер, сенатор, шеф Павловского гренадерского полка. Был женат на фрейлине графине Екатерине Ивановне Чернышёвой (1766 — после 1826); их сыновья — декабристы Иван и Фёдор Вадковские.
- Евдокия Фёдоровна, замужем за Иваном Андреевичем Молчановым